# Invasionen af Canada (1775)
Invasionen af Canada i 1775 var det første store militære initiativ, som Den kontinentale hær iværksatte under den amerikanske uafhængighedskrig. En ekspedition forlod Fort Ticonderoga i New York, USA under Richard Montgomery hvorefter den belejrede og erobrede Fort Saint-Jean i Quebec, Canada, og var tæt på at tage den britiske general Guy Carleton til fange, da man erobrede Montreal. Den anden ekspedition forlod Cambridge, Massachusetts under Benedict Arnold og rykkede med stort besvær gennem vildnisset i Maine til Quebec. De to styrker forenedes der, men blev besejret i Slaget ved Quebec i december 1775.
Storbritannien sendte adskillige tusinde soldater heriblandt general John Burgoyne foruden hessiske lejesoldater til forstærkning af Quebec i maj 1776. General Carleton igangsatte en modoffensiv, som endte med at drive amerikanerne tilbage til Fort Ticonderoga. Amerikanerne under Arnolds ledelse kunne forsinke den britiske fremrykning i tilstrækkelig grad, så et angreb ikke kunne iværksættes mod Ticonderoga i 1776. Afslutningen på felttoget gjorde scenen klar til Saratogafelttoget i 1777.
I det eneste væsentlige forsøg på oprør i Nova Scotia, samlede en amerikansk født (formentlig fra Massachusetts) novascotier ved navn Jonathan Eddy en lille styrke i november 1775 og forsøgte at erobre fort Cumberland. Angrebet var ikke formelt godkendt af Den kontinentale kongres og mislykkedes i december samme år.

## Baggrund
I foråret 1775 begyndte den amerikanske uafhængighedskrig med slaget ved Lexington og Concord. Snart efter gik krigen i stå med den britiske hær under belejring i Boston. Under denne lange stilstand søgte kolonisternes styrker efter måder at erobre initiativet andre steder. I maj 1775 anførte Benedict Arnold og Ethan Allen en styrke af kolonist-milits som erobrede Fort Ticonderoga og Fort Crown Point samt gennemførte et raid mod Fort Saint-Jean, som på daværende tidspunkt kun var let forsvaret.
Den første kontinentale kongres havde tidligere inviteret franskcanadierne til at slutte sig til den amerikanske revolution som den 14. koloni ved at sende et åbent brev til indbyggerne i Canada den 26. oktober 1774. Den anden Kongres sendte endnu et åbent brev i maj 1775, men der var ingen større reaktion på nogen af dem. Der blev derfor lagt en plan om at drive briterne ud af den fortrinsvis fransktalende koloni Quebec. Der blev iværksat to ekspeditioner.
Kongressen gav general Philip Schuyler, lederen af det nordlige militærområde, ordre til at gennemføre en invasion, der skulle drive de britiske styrker ud af Canada. Benedict Arnold, som havde været den første til at foreslå en sådan invasion, fik ikke tildelt kommandoen og tog til Boston, hvor han overbeviste general George Washington om at afsende en hjælpestyrke til Quebec City under hans ledelse.

### Canadiske forberedelser
General Carleton var udmærket klar over faren for en invasion sydfra, og anmodede om forstærkninger fra general Thomas Gage, uden at der dog skete noget lige med det samme. Han gik i gang med at rekruttere lokale militser til at hjælpe til ved forsvaret af Montreal og Quebec City, men det lykkedes kun i begrænset omfang. Som svar på erobringen af Ticonderoga og raidet på Fort St. John sendte han 700 soldater til at holde dette fort ved Richelieu floden syd for Montreal og beordrede bygning af både til brug på Lake Champlain, samt rekrutterede omkring 100 Mohawk indianere til at hjælpe med til at forsvare dem. Han kontrollerede selv forsvaret af Montreal, hvor han kun holdt 150 regulære soldater, da han satsede på Fort St. John som den vigtigste forsvarsstilling. Forsvaret af Quebec City overlod han til viceguvernøren Cramahé, som kun havde en lille styrke regulære tropper til rådighed.

## Montgomerys ekspedition

### Fremrykningen til Saint-Jean
Det primære fremstød ved invasionen skulle foregå under ledelse af general Schuyler, som trængte op over Lake Champlain for at angribe Montreal og derpå Quebec City. Ekspeditionen kom til at omfatte styrker fra New York, Connecticut og New Hampshire, foruden Green Mountain Boys under Ethan Allen, med forsyninger leveret af New York. Schuyler var overforsigtig og i midten af august fik kolonisterne rapporter om, at general Carleton var i færd med at befæste stillinger udenfor Montreal, samt at nogle Indianerstammer havde sluttet sig til briterne.
I midten af august tog Schuyler til Albany for at mødes med Irokeserne. Den 28. august benyttede general Montgomery sig af Schuylers fravær (og uden at have ordrer, der gav mulighed for bevægelse) og tog 1.200 soldater, der var blevet mønstret ved Ticonderoga frem til en fremskudt stilling ved Ile aux Noix, hvortil de ankom den 4. september. Schuyler,som var ved at blive syg, nåede frem til tropper undervejs. Han sendte et brev til James Livingston, en canadier, som var klar til at hverve lokale militsstyrker til støtte for det amerikanske fremstød og drage rundt i området syd for Montreal. Den næste dag tog styrkerne ned ad floden til Fort Saint-Jean, hvor de efter at have set forsvarsstillinger havde en kort træfning, som førte til tab på begge sider. Herefter trak de sig tilbage til Ile aux Noix. Træfningen, som på briternes side fortrinsvis omfattede, blev ikke støttet fra fortet, hvilket til sidst fik indianerne til at trække sig ud af konflikten. På dette tidspunkt var general Schuyler blevet for syg til at kunne fortsætte, så kommandoen blev overdraget til Montgomery, og Schuyler tog tilbage til Fort Ticonderoga den 16. september.

### Belejring
Mens han ventede på passende vejrforhold, fik Montgomery besked fra Livingson om at han havde rekrutteret en lille styrke og erobret forsyninger, der skulle have været til Fort Saint-Jean, samt at hvis der blev gjort noget ved sagen, kunne han hverve 1.000 mand. Der ankom yderligere 800-1.000 mand fra Connecticut, New Hampshire og New York foruden nogle Green Mountain Boys. Montgomery indledte en belejring af fortet den 18. september med at afskære forsyningslinjen fra Montreal. Under belejringen prøvede briterne gentagne gange på at bringe forsyninger frem til de belejrede med skib, men forsyningerne blev erobret af amerikanerne. Ethan Allan blev taget til fange i slaget ved Longue-Pointe, da han overskred sine instruktioner om blot at hverve lokale militser og forsøgte at erobre Montreal med en lille styrke.  Denne hændelse førte til en kort overgang til at de britiske militser fik øget tilgang, men effekten varede kun forholdsvis kort tid, og mange deserterede i de følgende dage.
I oktober erobrede Livingson med en gruppe på 300 lokalt rekrutterede mænd og 50 amerikanere Fort Chambly nedenfor Fort Saint-Jean. Erobringen omfattede også militære forsyninger og våben, herunder krudt, som fortets kommandant havde undladt at ødelægge. Nyheden om denne erobring førte tilsyneladende til et stigende antal deserteringer fra militsen i Montreal.
Efter 45 dages belejring overgav kommandanten på Fort Saint-Jean sig den 3. november,, hvilket førte til erobringen af flere britiske militære forsyninger. Montgomery førte derefter sine tropper nordpå og besatte Saint Paul's Island i Saint Lawrence floden den 8. november, krydsede over til Pointe Saint-Charles den følgende dag og blev hilst som en befrier. Montreal faldt uden væsentlige kampe den 13. november, da generalmajor Carleton besluttede at byen ikke kunne forsvares (og efter have mistet et betydeligt antal militsfolk ved deserteringer efter nyheden om Fort Saint-Jeans fald), og han trak sig tilbage. Han undgik med nød og næppe at blive taget til fange, da amerikanerne havde krydset floden nedenfor byen og vinden forhindrede hans flåde i at afsejle med det samme. Da hans flåde nærmede sig Sorel, blev det mødt af en båd under parlamentærflag. Båden medbragte et krav om at han skulle overgive sig, idet det blev hævdet at kanonbatterier længere nede ad floden ellers ville ødelægge konvojen. Baseret på usikre oplysninger om hvor virkelige disse batterier var, besluttede Carleton at snige skibene igen efter at have givet ordre til at smide krudt og ammunition overbord, for det tilfælde at det blev nødvendigt at overgive sig. (Der var opstillet batterier, men de var ikke nær så stærke, som det blev hævdet). Den 19. november overgav den britiske flåde sig, Carleton var forklædt som en almindelig mand, og begav sig på vej til Quebec City. De erobrede skibe indholdt de fanger, som briterne havde taget, heriblandt Moses Hazen, en Massachusetts-født canadier, med ejendom i nærheden af Fort Saint-Jean, som var blevet dårligt behandlet af briterne, hvilket havde vendt ham imod dem. Hazen havde kamperfaring fra Franske og indianske krig, og kom til at lede det 2. canadiske regiment i resten af krigen. Nu sluttede han sig til Montgomerys hær.
Inden han forlod Montreal i retning af Quebec City udsendte Montgomery meddelelser til indbyggerne om at Kongressen ønskede at Quebec skulle sluttede sig til amerikanerne og deltog i diskussioner med amerikanske sympatisører om at holde et konvent i provinsen med det formål at vælge delegerede til Kongressen. Han skrev også til general Schuyler og anmodede om at en delegation fra Kongressen blev sendt op for at etablere diplomatiske forbindelser.
En stor del af Montgomerys hær tog hjem, da deres tjenestetid sluttede efter Montreals fald. Han brugte derefter nogle af de erobrede både til at rykke frem mod Quebec City med omkring 300 soldater den 28. november, og efterlod omkring 200 i Montreal under kommando af general David Wooster. Undervejs samlede han James Livingstons 1. canadiske regiment på omkring 200 mand op.

## Arnolds ekspedition
Benedict Arnold, der var blevet vraget som leder af Champlain Valley ekspeditionen vendte tilbage til Cambridge, Massachusetts og gik til George Washington med en plan om et østlig støtteinvasion, der skulle rettes mod Quebec City.  Washington godkendte forslaget og gav Arnold 1.100 men, heriblandt Daniel Morgans riffelskytter til ekspeditionen.
Arnolds ekspedition var en succes i og med at det lykkedes ham at bringe en troppestyrke frem til Quebec Citys porte. Ekspeditionen var imidlertid ramt af problemer fra den forlod de civilisationens sidste forposter i Maine. Der var adskillige vanskelige transporter af både over land mens tropperne rykkede op langs Kennebec River, og deres både sprang ofte læk så de mistede forsyninger og krudt. Højden af området mellem Kennebec og Chaudière River var en knudret sump med søer og vandløb, og passagen blev vanskeliggjort at dårligt vejr, hvilket betød at en fjerdedel af tropperne vendte om. Sejladsen ned af Chaudière floden resulterede i ødelæggelsen af yderligere både og forsyninger, da de uerfarne tropper ikke kunne styre bådene i den hurtige strøm.
Da Arnold nåede til udkanten af de beboede egne ved Saint Lawrence River i november, var hans styrke skrumpet ind til 600 sultende mænd. De havde gennemrejst næsten 650 km gennem et vildnis uden veje. Da Arnold og hans tropper endelig nåede Plains of Abraham den 14. november, sendte Arnold en forhandler under parlamentærflag for at forlange at de overgav sig, men uden held. Amerikanerne, som ikke havde kanoner og dårligt var klar til kamp, stod overfor en befæstet by. Efter at have hørt om en planlagt tilbagetrækning fra byen, besluttede Arnold den 19. november at trække sig tilbage til Pointe-aux-Trembles og vente på Montgomery, som kort tid inden havde erobret Montreal. Mens Arnold trak sig op ad floden vendte Carleton tilbage til Quebec ad floden efter sit nederlag ved Montreal.
Endelig den 2. december kom Montgomery ned ad floden fra Montreal med 500 mand og medbragte britiske forsyninger og vintermundering. De to styrker blev forenet, og der blev opstillet planer for et angreb på byen. Den 5. december stod den kontinentale armé på Plains of Abraham og begyndte at belejre byen Quebec.

## Slag og belejring af Quebec
Mens han planlagde angrebet på byen kom Christophe Pélissier, en franskmand som boede nær Trois-Rivières, for at mødes med Montgomery. Pélissier, som politisk gik ind for den amerikanske sag, drev et jernværk i Saint-Maurice. Montgomery diskuterede spørgsmålet om at holde et Konvent i provinsen med ham. Pélissier anbefalede, at man skulle vente indtil Quebec City var faldet, da indbyggerne ikke ville føle at de kunne handle frit før deres sikkerhed var bedre sikret.  De to enedes om at Pélissiers jernværk skulle levere krigsudstyr til belejringen, hvilket skete indtil amerikanerne trak sig tilbage i maj 1776 (samtidig flygtede Pélissier også, og han vendte senere tilbage til Frankrig).
Montgomery angreb sammen med Arnold og James Livingston Quebec City under en snestorm den 31. december 1775. Da de var i undertal og manglede enhver form for taktisk fordel, blev de grundigt besejret af Carleton. Montgomery blev dræbt, Arnold såret og mange blev taget til fange, heriblandt Daniel Morgan. Efter slaget sendte Arnold Moses Hazen og Edward Antill, en anden udlandsamerikaner, af sted for at rapportere om nederlaget og bede om forstærkninger, dels til Wooster i Montreal, og dels til Kongressen i Philadelphia.
Carleton valgte ikke at forfølge amerikanerne og valgte i stedet at blive inden for befæstningerne i byen og afvente forstærkninger, som kunne forventes at ankomme når isen brød op i foråret. Arnold opretholdt en ret ineffektiv belejring af byen indtil marts 1776, da han fik ordre om at tage til Montreal og blev erstattet af general Wooster. I løbet af disse måneder led den belejrende hær under de vanskelige vinterforhold og kopper begyndte at hærge gennem lejren. De heraf følgende tab blev til dels opvejet af at der kom en 400-mandstroppeforstærkning om måneden. Den 14. marts kom Jean-Baptiste Chasseur ind i Quebec City og meddelte Carleton at der var en gruppe på 200 mand på sydsiden af floden, som var klar til at slå til mod amerikanerne. Disse mænd og flere blev mobiliseret, men blev besejret i slaget ved Saint-Pierre af en enhed af lokale amerikansk venlige militser, som var stationeret på sydsiden af floden.
I slutningen af marts var belejringsstyrken udenfor Quebec City vokset til næsten 3.000, selv om næsten en fjerdedel var ukampdygtige, fortrinsvis på grund af kopper. Hertil kom, at James Livingston og Moses Hazen, som havde kommandoen over de 500 canadiere i hæren, var pessimistiske med hensyn til troppernes loyalitet som følge af den vedvarende loyalistiske propaganda.

## Utilfredshed i Montreal
Da general Montgomery tog fra Montreal til Quebec City, efterlod han administrationen af byen i hænderne på brigadegeneral David Wooster fra Connecticut. I starten havde Wooster et udmærket forhold til byen; men han foretog en række skridt som gjorde at de lokale blev utilfredse med de amerikanske styrkers tilstedeværelse i byen. Efter at have lovet indførelse af de amerikanske idealer for befolkningen begyndte han at fængsle loyalister og truede med arrest og straf til enhver som var modstander af den amerikanske sag.  Han afvæbnede også adskillige lokalområder, og forsøgte at tvinge lokale militsmedlemmer til at opive deres stillinger ved kronen. De som afslog blev arresteret og holdt fængslet på Fort Chambly. Disse og tilsvarende handlinger, kombineret med at amerikanerne betalte for forsyninger og tjenester med papirpenge frem for klingende mønt, tjente til at desillusionere den lokale befolkning med hensyn til hele det amerikanske projekt. Den 20. marts forlod Wooster byen for at overtage kommandoen over styrkerne ved Quebec City og efterlod Moses Hazen, som havde rekrutteret det 2. canadiske regiment, med kommandoen over Montreal indtil Arnold ankom den 19. april.
Den 29. april ankom en delegation bestående af tre medlemmer af den Anden kontinentale Kongres sammen med en katolsk præst og en fransk trykker fra Philadelphia til Montreal. Kongressen havde givet denne delegation til opgave at vurdere situationen i Quebec og forsøge at vende den offentlige mening til amerikanernes fordel. Delegationen som bl.a. bestod af Benjamin Franklin, fik stort set ikke succes med foretaget, da relationerne allerede var alvorligt skadet. Delegationen havde ikke medbragt hård valuta som kunne nedbringe den stigende gæld til lokalbefolkningen. Forsøg på at vinde det katolske kleresi for deres sag slog også fejl, da de lokale præster påpegede at Quebec Act havde givet dem det de ønskede. Fleury Mesplet, trykkeren, fik opstillet sin trykpresse, men fik ikke tid til at trykke noget inden begivenhederne begyndte at overhale delegationen.  Franklin og præsten forlod Montreal den 11. maj efter nyheden om at de amerikanske styrker ved Quebec City var på et panikagtigt tilbagetog, for at vende tilbage til. Samuel Chase og Charles Carroll, de andre to delegerede, analyserede den militære situation i området syd og øst for Montreal, og fandt at det var et godt sted at opstille et forsvar. Den 27. maj skrev de en rapport til Kongressen om situationen og tog derefter sydpå.

### The Cedars
Oppe ad floden i forhold til Montreal lå der en række små britiske garnisoner, som amerikanerne ikke havde bekymret sig om under det meste af besættelsen. Da foråret nærmede sig begyndte grupper af Cayuga, Seneca og Mississauga krigere at samle sig ved Oswegatchie, en af disse garnisoner, hvilket gav den derværende kommandant, kaptajn George Forster, en styrke, som kunne skabe ubehageligheder for amerikanerne.  Forster havde rekrutteret dem efter anbefaling fra en loyalist, som var undsluppet fra Montreal. Hertil kom, at general Wooster, til stor fortrydelse for såvel Patriotiske som Loyalistiske købmænd, og af frygt for at de forsyninger, der blev sendt i retning af de britiske garnisoner skulle nå frem og blive brugt af disse, forbød han handel med indianerne oppe ad floden. Kongresdelegationen havde omgjort denne beslutning, og forsyninger begyndte at strømme ud ad byen og op ad floden.
For at forhindre at der strømmede forsyninger til de britiske styrker oppe ad floden sendte general Arnold, efter at han havde overtaget kontrollen med de amerikanske styrker i april, oberst Timothy Bedel og 390 mand til en stilling 65 km oppe ad floden ved Les Cèdres (English: The Cedars), hvor de byggede palisadeomkranset forsvarsstilling. Oberst Forster blev gjort opmærksom på disse bevægelser af indianske spioner og loyalister, som undslap byen, og den 15. maj begyndte han at rykke ned ad floden med en blandet styrke på omkring 250 indianere, milits og regulære soldater. Efter en række fejltagelser i slaget ved the Cedars,overgav Bedels underordnede Isaac Butterfield hele styrken uden kamp den 18. og Bedel overgav sig og med yderligere 100 mand han havde medbragt som forstærkning efter en kort træfning den 19.

### Vaudreuil
Efter at have fået besked om Bedels tilfangetagelse begyndte Arnold straks at samle en styrke, som skulle befri dem, og den lagde han i stilling ved Lachine, lidt oppe ad floden fra Montreal. Forster, som havde efterladt fangerne i fæstningen ved Les Cèdres, nærmede sig Montreal med en styrke, som nu var på omkring 500, indtil den 24. maj, hvor han fik oplysning om hvor Arnold befandt sig og at Arnold ventede forstærkninger, som ville forøge hans styrke betydeligt, og bringe Forster i alvorlig undertal. Da Forster ikke havde udsigt til forstærkninger forhandlede han en aftale med sine fanger om at udveksle dem mod britiske fanger, som var taget til fange ved belejringen af Fort Saint-Jean. Efter en kort udveksling af kanonild ved Vaudreuil indvilligede Arnold også i udvekslingen, som foregik mellem den 27. og 30. maj.

## Forstærkninger ankommer til Quebec location
General Wooster ankom til den amerikanske lejr udenfor Quebec City i begyndelsen af april med forstærkninger. Yderligere forstærkninger fortsatte med at ankomme sydfra indtil general John Thomas ankom i slutningen af april og overtog kommandoen over en styrke som i princippet var på 2.000 mand, men som reelt var noget mindre på grund af kopper og den strenge canadiske vinter. Den 2. maj begyndte der at komme rygter om at britiske skibe var på vej op ad floden. Thomas besluttede den 5. maj at evakuere de syge til Trois-Rivières, hvorefter resten af styrken skulle trække sig tilbage så snart som muligt. Sent pådagen fik han efterretninger om at 15 skibe var ca. 225 km nedenfor byen og afventede de rette betingelser til at sejle op ad floden.
Evakueringen af lejren tog fart tidligt om morgenen den 6. da skibsmaster blev sigtet. Vinden havde skiftet retning og tre skibe fra flåden havde nået byen. Carleton, som havde fået efterretning om at amerikanerne havde travlt, skyndte sig med at udlade forstærkningerne fra skibene og omkring middag marcherede han med en styrke på omkring 900 mand ud for at afprøve amerikanerne. Det amerikanske svar var dybest set panik. En forvirret tilbagetrækning fulgte, som kunne være end i en katastrofe for amerikanerne, hvis Carleton havde presset på. Han håbede på at vinde over de oprørske amerikanere ved at vise mildhed, og nøjedes med at sende skibe op ad floden for at genere amerikanerne, og muligvis afskære dem. Han fangede også et antal amerikanere, fortrinsvis syge og sårede, men også en troppeenhed, som var blevet efterladt på sydsiden af St. Lawrence floden. Amerikanerne efterlod i deres hastværk for at komme væk en lang række værdifulde militære effekter, herunder kanoner og krudt, langs deres retræterute.  De omgrupperede sig den 7. ved Deschambault, omkring 65 km oppe ad floden fra Quebec City. Et krigsråd blev afholdt, hvor de fleste militære ledere var stemt for tilbagetog. Thomas valgte at sende en meddelelelse til Montreal, med anmodning om hjælp, da mange af tropperne ikke havde meget andet end deres mundering og rationer til nogle få dage.
Kongresdelegationen i Montreal besluttede efter at have hørt disse nygeder, at det ikke længere var muligt at holde Saint Lawrence området, og sendte kun nogle få tropper i retning af Deschambault. Efter at Thomas forgæves havde ventet i seks dage på en melding fra Montreal begyndte han at trække sig tilbage mod Trois-Rivières, men måtte først kæmpe mod forposter, som de britiske styrker havde landsat ved floden. De nåede Trois-Rivières den 15. maj, hvor de efterlod de syge og en deling tropper fra New Jersey til at forsvare dem. Den 18. mødtes de resterende tropper med forstærkninger under John Sullivan ved Sorel, hvor der den 21. blev holdt rådslagning med de delegerede fra Kongressen. Thomas blev smittet med kopper. Han døde den 2. juni og blev efterfulgt af Sullivan.

## Carletons modoffensiv

### Trois-Rivières
Den 6. maj 1776 ankom en lille eskadre af britiske skibe under Charles Douglas for at komme Quevec til undsætning med forsyninger og 3.000 soldater, hvilket udløste den amerikanske tilbagetrækning til Sorel. General Carleton indledte imidlertid ikke væsentlige offensive tilbage før den 22. maj hvor han sejlede til Trois-Rivières med det 47. og 29. regiment. Da han hørte nyheden om Forsters succes ved Les Cèdres valgte han at tage tilbage til Quebec City frem for at rykke videre frem, og efterlod Allen Maclean med kommandoen ved Trois-Rivières. Der mødte han general John Burgoyne, som var ankommet den 1. juni med en stor styrke fortrinsvis bestående af irske rekrutter, Hessiske lejesoldater og en krigskasse.
Da amerikanerne ved Sorel hørte at der var en styrke på "kun 300 mand" ved Trois-Rivières, tænkte de, at de kunne sende en styrke fra Sorel og generobre Trois-Rivières. Uvidende om at store britiske forstærkninger var ankommet og uvidende om områdets georgrafi førte brigadegeneral William Thompson først 2.000 mand ud i en sump og derpå ind i gabet på en forstærket og forskanset britiske styrke. Denne katastrofe indebar også at Thompson og mange af hans øverste officerer blev taget til fange sammen med 200 mand og de fleste af ekspeditionens skibe, og var et forvarsel om afslutningen på den amerikanske besættelse af Quebec.  Carleton pressede igen ikke på, og gik endda så langt som til at udlevere de tilfangetagne til New York i komfortable omstændigheder i august.

### Retræte til Crown Point
Tidligt den 14. juli sejlede Carleton endelig sin hær op ad floden til Sorel. Da de ankom sidst på dagen opdagede de, at amerikanerne havde opgivet Sorel samme morgen og var ved at trække sig tilbage op ad Richelieu River dalen i retning af Chambly og Saint-Jean. I modsætning til ved afrejsen fra Quebec City foregik amerikanernes tilbagetrækning i forholdsvis god orden, selv om nogle enheder blev afskåret fra hovedstyrken da Carletons flåde ankom, og de måtte marchere til Montreal for at slutte sig til Arnolds styrker. Carleton sendte General Burgoyne og 4.000 mand op ad Richelieu efter de vigende amerikanere, while sailed up to Montreal.
I Montreal var Arnold ikke klar over hvad der foregik nede ad floden, efter kort tid forinden at have fået has på Forster. Et sendebud, som han sendte ned ad floden mod Sorel den 15. for at få nyheder fra general Sullivan opdagede Carletons flåde, og undslap til bredden fra sin kano, og vendte tilbage med nyheden til Montreal på en stjålen hest. I løbet af fire timer havde Arnold og hans amerikanske styrker opgivet byen (om end først efter at have forsøgt at brænde den af), og efterlod den i hænderne på den lokale milits. Carletons flåde ankom til Montreal den 17. juni.
Arnolds tropper indhentede hovedstyrken nær Saint-Jean den 17. Sullivans hær var ikke i en stand hvor den kunne kæmpe, og efter en kort rådslagning blev det besluttet at retirere til Crown Point. Hæren kom væk fra Fort Saint-Jean bogstavelig talt minutter inden Burgoynes avantgarde nåede frem til stedet.
Resterne af den amerikanske hær ankom til Crown Point i begyndelsen af juli og afsluttede et felttog der blev beskrevet som en "uensartet sammenkædning af de mest underlige og enestående tilbageslag og lidelser der måske nogensinde er optrådt i historien for noget land" af Isaac Senter, en læge som oplevede en stor del af felttoget. Desværre var felttoget ikke helt slut endnu, da Burgoynes hær stadig var på fremmarch.

### Skibsbygning og politik
Amerikanerne havde været omhyggelige med på på hvert trin af tilbagetoget op ad Richelieu og over Lake Champlain at forhindre at briterne fik fat i skibe i større omfang. De brændte eller sænkede enhver båd, som de ikke tog med sig. Det tvang briterne til at bruge adskillige måneder på at bygge skibe. Carleton rapporterede den 28. september til London af: ”Jeg forventer, at vor flåde snart kan sejle med håb om succes, hvis de kommer i kamp”. Da general Arnold sammen med Ethan Allen erobrede Fort Ticonderoga i maj 1775, havde han etableret en lille flåde, som stadig afpatruljerede Lake Champlain.
Mens briterne samlede en flåde der kunne modstå Arnolds tog Carleton sig af sagerne i Montreal. Allerede inden amerikanerne trak sig tilbage fra Quebec City, dannede han komiteer, som skulle undersøge hvilken rolle lokale sympatisører af patrioterne havde spillet, og sendte dem ud i området og tog de til fange, som havde tilbageholdt loyalister. Da han kom til Montreal blev der dannet tilsvarende kommissioner.

### Valcour Island
General Horatio Gates fik overdraget kommandoen over den nordlige del af Den Kontinentale Arme i begyndelsen af juli. Han flyttede straks hærens hovedtyrke til Ticonderoga, og efterlod kun en styrke på omkring 300 ved Crown Point. Hæren havde travlt med at forbedre forsvarsstillingerne ved Ticonderoga mens Arnold fik til opgave at opbygge den amerikanske flåde ved Crown Point. I løbet af sommeren strømmede der forstærkninger til Ticonderoga, indtil hæren nåede op på at være 10.000 mand stærk.
Carleton begyndte at rykke frem den 7. oktober. Den 9. nåede den britiske flåde til Lake Champlain. I slaget ved Valcour Island, som var et søslag, der fra natten mellem den 10. og 11. oktober blev udkæmpet mellem Valcour Island og søens vestlige bred tilføjede briterne Arnolds flåde alvorlige tab, og tvang ham til at trække sig tilbage til Crown Point. Da han mente, at Crown Point ikke kunne yde tilstrækkelig beskyttelse mod et britisk angreb trak han sig derefter tilbage til Ticonderoga. Britiske styrker besatte Crown Point den 17. oktober.
Carletons tropper blev ved Crown Point i to uger, mens nogle tropper trængte frem til under 5 km fra Ticonderoga, tilsyneladende i et forsøg på at lokke Gates' hær i kamp. Den 2. november evakuerede briterne Crown Point og trak sig tilbage til vinterkvarter i Quebec.

## Efterspil
Invasionen af Canada endte som en katastrofe for amerikanerne, men Arnolds improviserede flåde på Lake Champlain havde den effekt at den forsinkede et britisk modangreb til Saratogafelttoget i 1777. Carleton fik kraftig kritik i London for ikke at have forfulgt amerikanerne mere aggressivt under tilbagetoget fra Quebec og derfor blev ledelsen af offensiven i 1777 overdraget til General Burgoyne i stedet.
Erobring af Canada forblev en nøgle målsætning for Kongressen under hele krigen selv om George Washington, som havde støttet den første invasion, mente at nye forsøg skulle have lav prioritet, da det fjernede mænd og forsyninger fra hovedkrigsskuepladsen i de 13 kolonier. Der var nogle mindre tiltag, som regel fra amerikanere, der var flyttet ind i de nordlige provinser, til at gå i aktion til støtte for revolutionen. Det mest bemærkelsesværdige af disse var Eddy oprøret i november 1776, hvor den tidligere borger i Massachusetts Jonathan Eddy, som modtog nogle penge og forsyninger fra George Washington, uden held forsøgte at tage Fort Cumberland i det centrale Nova Scotia.
Ved fredsforhandlingerne i Paris, krævede de amerikanske forhandlere uden held at få hele Quebec som en del af krigsbyttet. Benjamin Franklin, som fortrinsvis var interesseret i Ohio landet, som var blevet indlemmet i Quebec ved Quebec Act i 1774, foreslog under fredsforhandlingerne at Quebec skiulle overgives til America, men kun Ohio landet blev afstået.
I den Britisk-amerikanske krig (1812) iværksatte amerikanerne på ny en invasion af Canada, og regnede igen med den lokale befolknings støtte. Den fejlslagne invasion har i dag en fremtrædende plads i den canadiske historie og det er hævdet at det var tidspunktet for det moderne Canadas fødsel.

## Tab
Tilbagevendte soldater i den kontinentale hær fra Canada i maj 1776, hvilket viser hvor hårdt felttoget havde været for soldaterne:
- Oberst Reed's Regiment, New Hampshire 350 kampklare soldater, 81 syge
- Oberst Stark's Regiment, New Hampshire 389 kampklare soldater, 40 syge
- Oberst Poor's Regiment, New Hampshire 406 kampklare soldater, 96 syge
- Oberst Paterson's Regiment, Massachusetts 238 kampklare soldater, 71 syge
- Oberst Greaton's Regiment, Massachusetts 281 kampklare soldater, 52 syge
- Oberst Bond's Regiment, Massachusetts 230 kampklare soldater, 43 syge
- Oberst Wayne's Regiment, Pennsylvania 128 kampklare soldater, 28 syge
- Oberst Irvine's Regiment, Pennsylvania 609 kampklare soldater, 33 syge
- Oberst Dayton's Regiment, New Jersey 528 kampklare soldater, 28 syge
- Oberst Wind's Regiment, New Jersey 377 kampklare soldater, 28 syge
- Oberst De Haas' Regiment, Pennsylvania 471 kampklare soldater, 68 syge
- Oberst Bedel's Regiment, New Hampshire 106 kampklare soldater, 53 syge
- Oberst Maxwell’s Regiment, New Jersey 227 kampklare soldater, 64 syge
- Oberst Burrell's Regiment, Connecticut 279 kampklare soldater, 263 syge
- Oberst Porter's Regiment, Massachusetts 109 kampklare soldater, 254 syge
- Oberst St. Clair's Regiment, Pennsylvania 312 kampklare soldater, 51 syge

- I alt: 5.040 kampklare soldater og 1.253 syge

## Yderligere læsning
- Bird, Harrison (1968). Attack on Quebec. New York: Oxford University Press.
- Codman, John (1902). Arnold's Expedition to Quebec. New York.
- Desjardin, Thomas A (2006). Through a Howling Wilderness: Benedict Arnold's March to Quebec, 1775. New York: St. Martin's Press. ISBN 0-312-33904-6.
- Hatch, Robert McConnell (1979). Thrust for Canada: The American Attempt on Quebec in 1775–1776. Boston: Houghton Mifflin. ISBN 0-395-27612-8.
- Roberts, Kenneth Lewis (1980). March to Quebec: Journals of the Members of Arnold's Expedition. Down East Books. ISBN 9780892720835.
- Rumilly, Robert (1970). Histoire de Montréal. Vol. Volume 2. Montreal: Fides. {{cite book}}: |volume= har ekstra tekst (hjælp) (fransk)